# Suyin Aerts
Ann Suyin (Suyin) Aerts (née en Belgique en 1974) est une entrepreneuse belge. Après une carrière de danseuse, elle commence à travailler respectivement comme actrice, journaliste et présentatrice dans le monde des médias et de la télévision. Depuis 2008, elle est directrice et associée de X-treme Creations. En raison de la diversité des emplois au cours de sa carrière mouvementée, Aerts est également qualifiée de «  slasher » (tronçonneuse), et elle est considérée comme un modèle pour les femmes entrepreneures qui sont également mères de famille.

## Carrière
Ann Suyin Aerts a fait ses études à l'Institut supérieur de danse et de pédagogie de la danse de Lierre (ce cours est ensuite devenu partie intégrante du Conservatoire Royal d'Anvers). Elle forme à cette époque le duo Amour Obscur avec Elise de Vliegher,. Au début des années 1990, elle est active comme danseuse de ballet professionnel au sein de la Compagnie Aimé de Lignière, où elle se produit dans les ballets créés, Carmen (1992-1993) et They shoot people (1993-1994),.
À 23 ans, un diagnostic d'embolie pulmonaire  l'oblige à abandonner la danse. L'embolie est due à un déficit en protéine S, un trouble rare de la coagulation dont elle pourrait avoir hérité de sa mère.
Au milieu des années 1990, Suyin Aerts reprend son travail et se concentre sur le métier d'actrice. Ainsi, elle travaille pendant trois ans sur le rôle principal de Kim Vissers dans la série télévisée VT4 Vennebos (1997-1998). Elle obtient également un rôle secondaire dans le film Dief! (1998). Dans la série télévisée Samson en Gert (2000), elle joue le rôle de Miss Lenigem dans l'épisode Haar voor Octaaf.
Durant cette période, elle travaille également dans le secteur de la mode en tant que responsable commerciale de la marque Marithé & François Girbaud. Au début des années 2000, elle obtient un diplôme de postgraduate en politique industrielle des entreprises à Bruxelles.
Vers 2008, Suyin Aerts devient partenaire de X-treme Creations, une société de marketing visuel fondée en 1994 par son compagnon de l'époque, Dan Vandevoorde, qui deviendra ensuite son mari,.
En 2014, elle est victime d'une embolie cérébrale et on lui aurait conseillé d'être prudente, mais surtout de vivre. L'incertitude scientifique sur les liens entre son embolie cérébrale et sa carence en protéine S découverte précédemment l'incitent à suivre au pied de la lettre les conseils du médecin,. C'est pourquoi, en plus de son travail au sein de X-treme Creations, elle préside le réseau féminin Artemis Bruxelles de 2015 à 2019,,, et commence également à travailler comme journaliste et présentatrice pour Canal Z,.
Elle se plonge dans une formation combinant informatique et charisme avec un cours Take The Lead, Digital Disruption à la Vlerick Business School. Elle termine cette formation en 2020,.
Depuis 2018, Suyin Aerts rédige un blog sur son site web #Suyin sous le titre My Friday Thoughts. Elle a également été rédactrice du B19 mag, un magazine de l'entreprise de réseautage B19, pendant un certain temps. Avec Murielle Marie Ungricht, Aerts a écrit le livre Tijd voor de creatieve generalist, un plaidoyer pour l'entrepreneuriat rebelle. Ce livre est publié  en 2022 par Uitgeverij Lannoo,,.

## Vie privée
À sa naissance, Aerts a reçu un prénom chinois, Suyin, à la suite d'un livre de Han Suyin que sa mère lisait pendant sa grossesse,.
En 2023, Aerts vit à Zaventem, est mariée à Dan Vandevoorde, également son partenaire commercial chez X-Treme Creations, et a deux filles adolescentes,,.

## Œuvre

### Danse
SuyinAerts a été danseuse dans les productions suivantes de la Compagnie Aimé de Lignière :
- 1992-1993 : Carmen[7]
- 1993-1994 : They shoot people[8]

### Actrice
- 1997-1998 : Vennebos, une série télévisée dans laquelle Aerts tient le rôle principal du personnage de Kim Vissers.
- 1998 : Dief!, dans lequel Aerts a un rôle secondaire[10]
- 2000 : Samson et Gert, où Aerts tient le rôle de Miss Lenigem dans l'épisode Haar voor Octaaf.

### Publication
- 2022 : en collaboration avec Murielle Marie Ungricht, Tijd voor de creatieve generalist, Éditions Lannoo[18],[17],[2].

## Récompenses
Tout au long de sa carrière, Suyin a été récompensée à plusieurs reprises pour ses efforts et ses réalisations. Elle a obtenu:
- 1997 : le prix de la presse du concours Miss Belgique[9].
- 2012 : le prix Néerlandais VMC Talent Award voor Vrouwen in Marketing & Communicatie [21],[9],[1].
- 2016 : Le prix de Netwerker van het Jaar décerné par Voka, la Chambre de commerce de Belgique[18],[22],[9],[1].
- 2019 : Le Wintrade Award  dans la catégorie Women in Media, Londres[21], justifié par le jury par la motivation suivante " En tant que figure médiatique internationale et multilingue, Suyin est un exemple de femme inspirante et ambitieuse qui combine sans effort plusieurs emplois aux côtés d'une famille "[21].